# Champmillon
Champmillon és un municipi francès situat al departament del Charente i a la regió de la Nova Aquitània. L'any 2007 tenia 533 habitants.

## Demografia

### Població
El 2007 la població de fet de Champmillon era de 533 persones. Hi havia 184 famílies de les quals 32 eren unipersonals (16 homes vivint sols i 16 dones vivint soles), 52 parelles sense fills, 92 parelles amb fills i 8 famílies monoparentals amb fills.
La població ha evolucionat segons el següent gràfic:
Habitants censats

### Habitatges
El 2007 hi havia 213 habitatges, 196 eren l'habitatge principal de la família, 4 eren segones residències i 13 estaven desocupats. Tots els 211 habitatges eren cases. Dels 196 habitatges principals, 156 estaven ocupats pels seus propietaris, 34 estaven llogats i ocupats pels llogaters i 6 estaven cedits a títol gratuït; 1 tenia una cambra, 5 en tenien dues, 16 en tenien tres, 62 en tenien quatre i 112 en tenien cinc o més. 140 habitatges disposaven pel capbaix d'una plaça de pàrquing. A 59 habitatges hi havia un automòbil i a 126 n'hi havia dos o més.

### Piràmide de població
La piràmide de població per edats i sexe el 2009 era:
| Homes | Edats   | Dones |
| ----- | ------- | ----- |
| 4     | 95 o +  | 4     |
| 0     | 90 a 94 | 0     |
| 0     | 85 a 89 | 8     |
| 4     | 80 a 84 | 4     |
| 8     | 75 a 79 | 12    |
| 0     | 70 a 74 | 4     |
| 0     | 65 a 69 | 0     |
| 16    | 60 a 64 | 20    |
| 8     | 55 a 59 | 8     |
| 12    | 50 a 54 | 12    |
| 28    | 45 a 49 | 8     |
| 24    | 40 a 44 | 28    |
| 20    | 35 a 39 | 20    |
| 20    | 30 a 34 | 28    |
| 12    | 25 a 29 | 16    |
| 12    | 20 a 24 | 4     |
| 32    | 15 a 19 | 20    |
| 20    | 10 a 14 | 20    |
| 24    | 5 a 9   | 32    |
| 24    | 0 a 4   | 8     |

## Economia
El 2007 la població en edat de treballar era de 365 persones, 294 eren actives i 71 eren inactives. De les 294 persones actives 264 estaven ocupades (139 homes i 125 dones) i 30 estaven aturades (12 homes i 18 dones). De les 71 persones inactives 18 estaven jubilades, 35 estaven estudiant i 18 estaven classificades com a «altres inactius».

### Ingressos
El 2009 a Champmillon hi havia 195 unitats fiscals que integraven 537 persones, la mediana anual d'ingressos fiscals per persona era de 18.570 €.

### Activitats econòmiques
Dels 16 establiments que hi havia el 2007, 1 era d'una empresa alimentària, 1 d'una empresa de fabricació d'altres productes industrials, 4 d'empreses de construcció, 1 d'una empresa de transport, 1 d'una empresa d'hostatgeria i restauració, 2 d'empreses immobiliàries, 2 d'empreses de serveis, 1 d'una entitat de l'administració pública i 3 d'empreses classificades com a «altres activitats de serveis».
Dels 4 establiments de servei als particulars que hi havia el 2009, 1 era un guixaire pintor, 1 fusteria, 1 lampisteria i 1 restaurant.
L'any 2000 a Champmillon hi havia 16 explotacions agrícoles que ocupaven un total de 442 hectàrees.

## Equipaments sanitaris i escolars
El 2009 hi havia una escola elemental integrada dins d'un grup escolar amb les comunes properes formant una escola dispersa.

## Poblacions més properes
El següent diagrama mostra les poblacions més properes.